# Litorhina lar
Litorhina lar är en tvåvingeart som beskrevs av Fabricius 1781. Litorhina lar ingår i släktet Litorhina och familjen svävflugor. Inga underarter finns listade i Catalogue of Life.